# Британські Бульдоги
Британські Бульдоги (англ. The British Bulldogs) - професійна команда з реслінгу, що складалася з двоюрідних братів Дейві Боя Сміта та Динаміта Кіда. Вони виступали протягом 1980-х років у Британії, Північній Америці та Японії і незмінно входили до числа найкращих команд в історії. Обидва чоловіки передчасно померли.